# Montefiore (Tel Awiw)
Montefiore (hebr. מונטיפיורי) – osiedle mieszkaniowe w Tel Awiwie, znajdujące się na terenie Dzielnicy Szóstej.

## Położenie
Osiedle leży na nadmorskiej równinie Szaron. Jest położone we wschodniej części aglomeracji miejskiej Tel Awiwu. Północną granicę osiedla wyznacza ulica Givat HaTahmoshet, za którą znajduje się Północna Strefa Biznesowa Ha-Kirja z Centrum Azrieli. Wschodnią granicę wyznacza Autostrada Ayalon, za którą znajduje się osiedle Biccaron. Południową granicę stanowią ulice Lincolna, Icchak Sadeh i Beit Oved, za którymi jest osiedle HaRakevet. Na zachodzie, za ulicami Jehuda Halevi, HaHasmonaim i Begina są osiedla Lew ha-Ir i Ha-Kirja.

## Historia
W 1842 rabin miasta Jafa, rabin Margoza Jehuda Halewi, zakupił działkę o powierzchni 103 ha nad rzeką Ajjalon (Wadi Musrara). Na obszarze tym rabin założył sad owocowy. Posadzono tutaj 5310 drzew i 2210 drzewek cytrusowych. Wybudowano studnię oraz system kanałów nawadniających sad, a następnie powstały budynki w których przetwarzano, pakowano oraz przechowywano owoce. W 1855 sad zakupił Moses Montefiore, który przyczynił się do jego dalszego rozwoju.
W 1925 sad został podzielony i odsprzedany zamożnym Żydom z okolicy. W czerwcu 1943 tereny te przyłączono do rozbudowującego się miasta Tel Awiw. Z biegiem kolejnych lat na miejscu sadu powstało osiedle mieszkaniowe z gęstą zabudową i siatką dróg. Okolica ta często cierpiała z powodu wylewania rzeki Ayalon. W 1952 wybudowano wały przeciwpowodziowe. Zachowały się one do czasów współczesnych i w postaci muru oddzielają osiedle od autostrady Ayalon.

## Polityka
W osiedlu przy ulicy Begina znajduje się ambasada Liberii.

## Architektura
Obszar osiedla stanowi gęsto zabudowy teren położony we wschodniej części centrum miasta. Większość budynków wzniesiono w stylu architektonicznym międzynarodowym.
W zachodniej i południowej części osiedla wybudowano kilka biurowców: NIF Tower (wysokość 79 metrów), Isracart House (wysokość 59 metrów), HaChashmonaim Tower (wysokość 66 metrów).

## Kultura
Teatr Tmuna jest centrum tańca i sztuki, w którym wystawiane są różne spektakle teatralne, pokazy i imprezy muzyczne. Teatr wystawia około 550 spektakli rocznie i organizuje około 350 występów muzycznych. Jako teatr alternatywny wziął udział w Israel Festiwal, festiwalu teatrów alternatywnych Theaternetto Acre, Edinburgh Festival, Festival Manchester i wielu innych.

## Edukacja
W osiedlu znajdują się szkoły: Max Fein Amal i Reshit Ironi, oraz religijna Tora U-Melakha.

## Religia
Przy ulicy Isserles znajduje się synagoga.

## Gospodarka
W zachodniej i południowej części osiedla zaczęto tworzenie Południowej Strefy Biznesowej. Swoje siedziby mają tutaj liczne instytucje finansowe oraz przedsiębiorstwa. Między innymi mieści się tutaj siedziba największej sieci izraelskich kart kredytowych Isracart. Swój zarząd ma tutaj państwowe przedsiębiorstwo gospodarki wodnej Mekorot. W osiedlu ulokowały się także główne przedstawicielstwa koncernów samochodowych w Izraelu: Volvo Car Corporation, General Motors i Honda.

## Infrastruktura
W osiedlu znajduje się jedna apteka. Przy ulicy Soncino jest urząd pocztowy.

## Transport
Osiedle jest położone w bezpośrednim sąsiedztwie autostrady nr 20  (Ayalon Highway) i drogi ekspresowej nr 2 .